# アーマック
アーマック（Ermac）はミッドウェイゲームズとNetherRealm Studiosの対戦型格闘ゲーム『モータルコンバット』シリーズに登場する架空の人物。初出は「Ultimate Mortal Kombat 3」で、隠しキャラクターとして初登場した。
このキャラクターの誕生の経緯は、1992年の『MK』にてバグを使うと出現するキャラクターが存在する噂がゲーム雑誌「Electronic Gaming Monthly」（EGM）によって流布されたことに端を発する。同作において、カラー情報のバグが原因でレプタイルとの対戦時にソニアの2Pカラーが読み込まれることで緑色が赤く変色して表示される現象について、プログラマーのエド・ブーンがバグであることを認めず『あれは隠しキャラクター、Ermacだ』と呼んでいた。名前の由来はデバッグ用メニューの一覧に存在するDiagnostic Tests（診断メニュー）で"error macro"という文字列がERMACSと表示されていたことから。結局、噂は嘘だったが、プレイヤーたちの関心が高まっていたことから後に正式なキャラクターとして採用された。
アーマックは1996年のアニメシリーズ「Mortal Kombat: Defenders of the Realm」や2011年のウェブシリーズ「Mortal Kombat: Legacy」などのメディアミックス作品にも登場している。 彼の能力と特殊技は好評を得ており、誕生秘話はビデオゲーム界で最も記憶に残る伝説の1つとされている。

## キャスト
演
- ジョン・ターク（『Ultimate Mortal Kombat 3』、『Mortal Kombat Trilogy』）
- ジョン・メドレン（映画『モータルコンバット2』）
- キム・ドゥ・グエン（Webドラマ『Mortal Kombat: Legacy II』

担当声優
- ジム・ジェンタイル（『Mortal Kombat: Deception』）
- マイケル・マコノヒー（『Mortal Kombat（2011年版）』）

- ジェイミーソン・プライス（『Mortal Kombat X』）[4]

## 歴史と構想
1992年の初代『Mortal Kombat』の診断メニューにて、共同開発者でプログラマーのエド・ブーンがコーディングエラーを検出するために監査用の画面（audits screen）で表示するマクロを作成した。
この方式は、シリーズ開発元のミッドウェイ・ゲームスのシステム基盤「Midway Y Unit」を使用した1990年のゲーム『スマッシュTV』の時から採用していた。これは、プログラムの実行回数のように、error macroを縮めて複数形にしたERMACSと表記されていた。初期の改訂版では、監査画面上で「"Shang Tsung Beaten"」と題したカウンター（ゲームの最終ボスにちなんで命名された）の下に表示されていた。ブーンが第3回目となる改訂版で隠しキャラクターのレプタイルを追加した際、「Reptile Apperances」と「Reptile Battles」というカウンターの下のメニューにERMACSという文字列が記載されており、プレイヤーはErmacという第2の隠しキャラを探すことに躍起になっていた。
ミッドウェイは1993年3月にゲームの5回目の更新となる最終アップデートを行い、リストからERMACSを削除したが、Electronic Gaming Monthly (EGM) により、初代『MK』でErmacという赤い忍者と対戦している画面のスクリーンショットを証拠としてポロライドカメラに収めたという人物「トニー・ケイシー」からの書簡が公開されてからというもの、このキャラクターについての臆測が加速していった。この写真は、SNES版の「MK」の「Warrior Shrine」ステージで勝利のポーズをとる黄色の忍者スコーピオンを赤色に加工し、画面中央に「Ermac Wins」というテキストを重ねた加工画像であることを雑誌は知らなかった。2号後に掲載された読者の回答にはこのキャラクターに辿りつくための複雑な手順がさまざまに書かれていた。存在しないはずのアーマックが赤い忍者として認知され始めたため、プレイヤーは忍者キャラクターのグラフィックが赤く点滅し、HPバーの名前が「Error Macro」または「Ermac」に置き換えられるバグの目撃を主張した。しかし、本物のバグの場合、マクロのカウンターは増加せず、キャラクターの赤いパレット（色のデータ）がそもそも存在しないため、このような現象は起こりえなかった。
ミッドウェイは1993年の続編『Mortal Kombat II』に「Ermac does not exist」というメッセージを挿入したが、ブーンと、ミッドウェイのマーケティングディレクターのロジャー・シャープはゲーム内の彼の存在をはっきりと否定しなかった。EGMの件から2年後の1995年10月、アーマックは「Ultimate Mortal Kombat 3」のプレイアブルキャラクターとして登場。アーマックの存在は単なる作り話から都市伝説へと変化していったため、開発者はシリーズに登場させる価値があると考えていた。2011年、ブーンはTwitter上で噂の真相を明らかにし、アーマックに対するファンの臆測をかき立てるため、ERMACSの意味を秘密にしていた
と述べた。
NetherRealm Studios（旧Midway Games）は、その後のシリーズや関連メディアで噂やEGMのデマに触れた小ネタを挿入している。1994年に同社が出版し、開発スタッフであるジョン・トビアスが原作と作画を手掛けたMortal Kombat IIの前日譚のコミック本に1コマだけ登場した。「Mortal Kombat: Deception」のトレーニングモードには "It is a little-known fact that 'Ermac' is short for 'Error Macro'"（「Ermac」が「Error Macro」の略だということはあまり知られていない）」というメッセージが存在し、「MKX」では、アーマックと新キャラのタケダとの対戦前イントロではアーマックの出自に対するオマージュが盛り込まれている。2005年の「Mortal Kombat: Shaolin Monks」では、Warrior Shrineにてボスとしてプレイヤーを待ち構えている。スカーレットはアーマックと同様にMKIIでは登場しないキャラクターで、似たような背景を持つが、NetherRealm Studiosは彼女をファンの噂を現実にした2番目の例にしようと考え、「MK9」にプレイアブルキャラクターとして登場させた。

## デザインと描画
アーマックは「Ultimate Mortal Kombat 3」と1996年の「Mortal Kombat Trilogy」に登場し、俳優のジョン・タークが演じた。既存の忍者の色違いキャラクターであり、赤い装束を纏い、色黒の肌を持つ。「MK:D」では8年ぶりにプレイアブルキャラクターとして復帰。同作では、シリーズのリードキャラクターデザイナー兼アートディレクターであるスティーブ・ベランによって、大幅なデザインの変更が施された 。ベランは、過去作のキャラクターをリファインする目的は、以前のデザインと大きく差別化するためだと説明している。『MK:D』のアーマックのデザインはMK9でも引き継がれているが、服の色合いがやや黒みがかっている。
「MKX」では、アーマックはよりスリムにデザインされ、身に着けているマスクは顔の大部分が露わになり、腐敗した皮膚が露出している。NetherRealm Studiosによると、彼の痩せこけた姿は体内の魂のコントロールを失った結果であり、肉体を維持するために『MK:D』の服の胸部のデザインを模した金属のタリスマンを胸部に貼り付けている。キャラクター・アーティストのジャスティン・マーレイによるコンセプト・アートワークでは、タリスマンは当初顔を覆っており、「頭蓋骨の奥までしっかりと釘付け」されていた。 マーレイによる初期のデザインでは、アーマックはより屈強で、黒一色の姿であった。「MKX」のアーマックのフェイタリティの1つ「Inner Workings」は、相手を宙に浮かせ、空中で背骨を折り、念力で口から胃腸を引き抜くという内容である。このフィニッシャーは、このゲームのリードデザイナーであるジョン・エドワーズが考案した。「このゲームのピッチミーティングに参加したのを覚えているよ。みんなは『ユニークで気持ち悪い』的な感想を言っていた。私はそれをかなり誇りに思っている」と述べている。このフィニッシャーの生々しさを表現するため、スライムとラバーカップが効果音の作成に用いられた。

## ゲーム上の特徴
アーマックは「Ultimate Mortal Kombat 3」に登場した、過去作に唯一登場していないプレイアブルキャラクターであり、アンロック後に選択可能な3人の隠しキャラクターの1人であった。緑色の球体を発射する特殊技を持ち、スコーピオンのテレポートパンチとスモークのアッパーカットで頭部を切断するフェイタリティが搭載されている。特殊技技の1つである、相手を浮遊させて地面に叩きつける「テレキネティックスラム」は、シリーズにおける代表的な技の1つとなっている 。エド・ブーンはアーマックをUMK3における最強のキャラクターの一角と考え、GameProは倒れた相手に使うのがベストだと意見している。
『MK:D』と『MK:A』ではChoy Lay Fut（蔡李佛拳）を主な戦闘スタイルとして用いる。これは『MK:D』のエンディングで描かれたように、複数の敵と戦う際に有用な武術である。GameSpyは彼のコンボを「強い」と評した一方、彼の特殊技は単体で使用すると効果が薄いと感じたとコメントした。『Mortal Kombat: Shaolin Monks』では、アーマックはWarrior Shrineエリアの像内に隠れたボスとして登場する。GameFrontのミッチェル・サルツマンは、2011年のMK9におけるアーマックを初心者でも扱いやすく、上級者は大ダメージを与えるコンボを成立させることができるキャラクターだと説明している。『Mortal Kombat X』では、歩かずに浮遊した状態で移動し、他のプレイアブルキャラクターのように3つの戦闘バリエーションが用意されている。Prima GamesのBryan Dawsonは、このキャラクターは遠距離戦に長け、倒れた相手へプレッシャーを与えるのに理想的であると評した。

## 主な登場作品
ゲーム版
アーマックは死亡した戦士の魂の集合体であり、外界の皇帝シャオ・カーンの部下として使役するために創り出された。魂の集中の結果、テレキネシスを自在に操り、自分自身を複数形（we）で呼ぶようになる。
キャラクターの拡充のためMortal Kombat 3のプロットを拡張したUltimate Mortal Kombat 3（UMK3）では、アーマックはそれまで隠れていたが、自分の存在を証明するために、カーンによる人間界侵略と第3回大会に参加した。
2002年の「Mortal Kombat: Deadly Alliance」 では、シャオ・カーンは邪悪な魔術師シャン・ツンとクァン・チーによってリュウ・カンとともに殺されるが、アーマックはカーンの支配下に残り、指示なしに外界をさまよっていたところ盲目の戦士ケンシと出会い、彼の同情を得たためカーンの呪縛から解放された。洗脳を解いた礼としてアーマックはケンシに自身の技であるテレキネティック・スラム（Telekinetic Slam）を伝授した。
「Mortal Kombat: Deception」では、アーマックはカーンの名の下に犯した罪を償うために善の勢力に協力する。霊体となったリュウ・カンと共闘し、死の同盟に殺された後にオナガに洗脳を施されて復活したケイジ、ジャックス、ソニア、キタナ、クン・ラオたちの魂を解放する助力をした。また、オナガが目に見えない強力な影響力に支配されていることを察知するという小ネタもある。コンクエストでは、悪魔アシュラを倒すためにシャオカーンの命令でネザーレルムに派遣されるが、魔術の影響を受けていたため、闇の領域で力を消耗してしまう。主役であるシュジンコウと出会い、彼に力を回復させるモノリスである「Soul Stone」を探してもらった礼として、アーマックはシュジンコウに稽古をつけた。アーマックはアシュラに悪魔と勘違いされ殺されかけたが、返り討ちにした。
『Mortal Kombat: Armageddon』のオープニング映像では人間界の戦士たちと共闘している。エデニアのアルガスのピラミッドで、バトルロイヤルが行われた。アーマックとナイトウルフはケンシが介入するまでシーヴァに圧倒されており、クァン・チーがケンシを攻撃した後、アーマックはクァン・チーをピラミッドから投げ飛ばすが、アーマックの正体はシャン・ツンであり、変身を解く前にケンシを踏みつけた。ミッドウェイは、「MK:D」において、ナレーションに合わせてアーマックが型を披露するコンピューターアニメーションのコンセプトバイオグラフィを作成したが、『MK:A』で公式のバイオグラフィを与えられた17人のキャラクターの内には含まれず、同作のストーリー上では一切活躍していない。同作のエンディングでは、ブレイズを倒した際に発生したエネルギーによって、アーマックの中の魂たちが分裂して個々の肉体を形成し、集合的意識として精神的に繋がり、、彼はもはや単一の存在ではなく、軍勢へと変化した。
2011年のリブート作品「Mortal Kombat」ではシャオ・カーンの執行者という役割に戻され、『MK』の時間軸で開催された少林寺の大会ではリュウ・カンに敗れている。また、改訂されたストーリーにおいては、テレキネシスでジャックスの両腕を損壊し、彼は機械製の義腕を装着することになった。個別のエンディングでは、アーマックの中に封印されている魂の1つが、シンデルの夫にしてキタナの父であるエデニアの支配者ジェロッド王のものであることが判明し、カーンの撃破後、ジェロッドはアーマックの中の数多の魂を支配する存在となった
「Mortal Kombat X」では脇役として登場。シャオ・カーンの王位継承者に忠実に振る舞い、ミレーナとコタル・カーンは内戦の中で王国の支配権を巡って争った。ミレーナがシャオ・カーンの実の娘ではなく遺伝子的に作られた存在であり、真の王位継承者ではないことが明らかになると、最終的にコータル・カーンの側に与した。アーマックはコータル・カーン、レプタイル、エロン・ブラック、フェラ/トールと手を組み、外界の勢力とキャシー・ケージの特殊部隊との戦いで、体内の魂の不協和音によりケンシの息子タケダのテレパシーを受けることがなかったが、その後タケダに倒された。また、ジャックスの娘であるジャッキー・ブリッグスが、父親の腕を破壊したアーマックに復讐し、彼を打ち負かすという結末を迎える。エンディングでは自分を呼ぶ声の主を探して、廃墟と化したシャオ・カーンの要塞に戻ると、復活したシャン・ツンに魂を吸収され、弱体化を遂げた状態で取り残された。さらに、ライデンからカーンの外界の主権を取り戻すために10年ごとに開催されるモータルコンバットで戦うカーンに選ばれた戦士（レプタイル、エロン・ブラック、フェラ/トールと共に）の一人としてコータル・カーンのエンディングの最後の場面に登場している 。
その他のメディア
1996年のアニメシリーズ「Mortal Kombat: Defenders of the Realm」に2回登場する。
1997年の映画「モータルコンバット2」では脇役として登場。アシスタント・スタント・コーディネーターのジョン・メドレンが演じ、エンドロールで名前がクレジットされている。脚本および「SciFi Entertainment」、「Black Belt」などの雑誌は彼のテレキネシスに言及しているものの、映画本編では使用していない。
『Mortal Kombat: Deadly Alliance』でのケンシとの関係は、ケビン・タンチャローエン監督のWebシリーズ『Mortal Kombat: Legacy』の2013年の第2シーズンの2つのエピソードでやや改変されている。 シャオカーンの命令で、洞窟に隠された「the sword of Sento」の守護者となり、剣を奪おうとしたケンシを打ちのめす。次のエピソードでは、剣を取り戻そうとするアーマックがモータルコンバットのトーナメントでケンシと戦い、その武器で突き刺されて重傷を負う場面が描かれている。アーマックはスタントマン兼武闘家のキム・ドゥ・グエン（Kim Do Nguyen）が演じ、ボロボロの黒いローブを纏いフードを被った朽ちた悪魔として描かれ、メイクはChristien Tinsleyが担当した。
映画「Mortal Kombat: Annihilation」のノベライズ版では短い間登場。DCコミックより刊行された「MKX」の前日譚を描いたコミカライズ版では数回登場する。
2011年には玩具メーカーJazwaresのアクションフィギュアとAdvanced Graphicsから等身大パネルが発表された。2012年、Syco Collectiblesから250体限定の18インチのポリストーン製スタチューが発売された。

## 全登場作品
- 『Ultimate Mortal Kombat 3』
- 『Mortal Kombat Trilogy』
- 『Mortal Kombat: Deception』
- 『Mortal Kombat: Unchained』
- 『Mortal Kombat: Shaolin Monks』
- 『Mortal Kombat: Armageddon』
- 『Mortal Kombat（2011年版）』
- 『Mortal Kombat 11』 [注 3]
- 『Mortal Kombat 1』（DLC）

## 批評
2009年、GamesRadar+の編集長Eric BratcherはElectronic Gaming Monthlyの回顧録で、アーマックの存在は雑誌のデマであると明かした。対して、MentalFlossのルディ・オビアスはキャラクターに対してファンが情熱を傾けた結果だと考えている。The Escapistのウィリアム・ブラッドワースは、アーマックに対するファンの反応を、ポケットモンスター赤・緑バージョンに存在したバグである「けつばん」のようだと例えた。2011年、1Up.comのスティーブ・ワッツはビデオゲームに存在するアーマックのようなバグは「制作者が現実化せざるを得なくなるまで伝説として在り続ける（"go on to live as legends until the creators have no choice but to make it a reality.")とコメントしている。GameTrailersのスタッフはPAX Prime 2012で初公開されたWebシリーズ「PopFiction」のエピソードにて、EGMに掲載された読者の手順に従って、「MK」のアーマックのバグの再現を試みたが、成功には至らなかった。
「MK:D」での展開が好評を得ており 、複数のメディアがシリーズにおける最高のキャラクターと評している  。
2014年、GamesRadarは「この赤い服を着た忍者はサブゼロやスコーピオンほど象徴的ではないかもしれないが、彼の超自然的な、シスを彷彿させるテレキネシスの能力はアーマックを好きにならざるを得ない要素だ」とコメントしている。
2009年、モータルコンバットの他の男性忍者とともにGameProのビデオゲームに登場する史上最高の色違いキャラクターのランキングで3位にランクインしたが、2010年にGame Informerのダン・リッカートはスコーピオンとサブ・ゼロを除いた色違いのキャラクターは今後のシリーズに登場してほしくないと書き、GameSpotのジェフ・ゲルストマンは『UMK3』におけるアーマックのアンロックの手間に関して「面倒だ」と所感を述べた。TimeのEvan Narcisseは「MK9」の衣装のリニューアルをサブ・ゼロのそれとは異なると説明した。
「MK9」のフェイタリティ「Pest Control」は、相手を縮小化させてから踏みつぶすという内容で、ユーモア性に富んでいるとして、批評家から肯定的に評価されている。2015年3月、NetherRealm StudiosがYouTubeに『MKX』のフェイタリティ「Inner Workings」のトレーラーを投稿すると、1ヶ月足らずで85万回以上再生され、その生々しい映像から注目を集めた。
2015年4月、Chicago Readerのライアン・スミスは「Has Mortal Kombat Finally Gone Too Far?（モータルコンバットはついに一線を超えたのか） 」と題した記事でこのフィニッシャーにスポットを当て、「トールキンが考えたような中世の拷問行為」と表現している。
映画「モータルコンバット2」に登場したアーマックに関して、NewsaramaのSeth Robinsonは「存在意義が無い」と評した。Uproxxのネイサン・バーチは「スコーピオンを赤くしたクローン」と評し、ソニアとの戦闘シーンを「記憶に残らない」とコメントしている。FearnetのCarl Lyonは「MK: Legacy」でのキャラクターデザインとその役割について、「すぐに倒された敵という以外にはほとんど印象がない」と非難した。